# Bảo tàng Đồng hồ Tháp
Bảo tàng Đồng hồ Tháp, hiện là Bảo tàng Khoa học Gdańsk (tiếng Ba Lan: Muzeum Zegarów Wieżowych; Muzeum Nauki Gdańskiej) là bảo tàng tọa lạc ở Phố cổ Gdańsk.
Bảo tàng được thành lập vào năm 1996, là chi nhánh của Bảo tàng Lịch sử Thành phố Gdańsk.
Bảo tàng Đồng hồ Tháp thu thập và bảo quản các đồng hồ cổ. Nhiều đồng hồ có giá trị bị phá hủy do chiến tranh và hỏa hoạn, hoặc do sự xuống cấp của bảo tàng. Bộ sưu tập trong bảo tàng là minh chứng cho toàn bộ thời kỳ phát triển chế tạo đồng hồ từ thế kỷ 15 đến thế kỷ 20.
Nhân viên làm việc trong bảo tàng tham gia vào sản xuất đồng hồ mới. Các nhân viên của Bảo tàng Đồng hồ Tháp ở Gdańsk đã chế tạo những chiếc đồng hồ quả lắc, đồng hồ cơ chính xác nhất thế giới.
Một chiếc đồng hồ pulsar cũng được chế tác ở đây. Vào thời điểm lắp đặt, đây là chiếc đồng hồ chính xác nhất trên thế giới và đây là đồng hồ đầu tiên ghi lại thời gian trôi qua dựa trên một nguồn tín hiệu từ bên ngoài Trái đất. Tín hiệu xung cho phép cải thiện gấp 10 lần độ chính xác của đồng hồ nguyên tử.
Vào cuối năm 2016, chiếc đồng hồ có quả lắc dài nhất trên thế giới được trưng bày trong bảo tàng .